# Луки (биосферный резерват)
Луки — биосферный резерват на юго-западе Демократической Республике Конго.

## Физико-географическая характеристика
Биосферный резерват расположен в 120 км от побережья Атлантического океана в бассейне реки Луки. Южнее резервата находится город Бома.
В базе данных всемирной сети биосферных резерватов указаны следующие границы резервата 5°30' to 5°45’S; 13°07' to 13°15’E, общая площадь составляет 330 км². Согласно концепции зонирования парк разделён на три зоны: ядро, площадью 68 км², буфферная зона — 52 км², транзитная зона — 210 км².
Высота над уровнем моря колеблется от 160 до 350 метров, склоны часто крутые. Среднегодовое количество осадков составляет около 1500 мм, сезон дождей — с октября по апрель.

## Флора и фауна
Биосферный резерват находится в зоне влажных тропических лесов. Основными видами являются Gossweilerodendron balsamiferum, Gilletiodendron kisantuense, Terminalia superba, Musanga cecropioides, Xylopia aethiopica, Corynanthe paniculata, Hyparrhenia. Всего более 1000 видов растений.
Предполагается наличие следующих птиц на территории резервата: Francolinus lathami, Ceratogymna fistulator sharpii, Psalidoprocne nitens, Bleda notata, Alethe diademata castanea, Illadopsis fulvescens, Macrosphenus flavicans, Erythrocercus mccallii. Млекопитающие на территории резервата крайне редки из-за интенсивной охоты.

## Взаимодействие с человеком
В 1937 году для защиты природных ресурсов и колониальных интересов был создан лесной резерват. Биосферный резерват был создан в 1979 году, хотя управление практически не ведётся.
По данным 2002 года на территории резервата проживало более 7000 человек, ещё 64 тысячи — в окрестностях, где находится четыре поселения и две автодороги: Бома — Tschela и Бома — Матади. Основными видами деятельности человека является сельское хозяйство. Растительные ресурсы резервата используются как в традиционных, так и в коммерческих целях. Нелегальная вырубка леса (в том числе на дрова) и охота приводят к деградации лесного массива.